# Tauron Polska Energia
Tauron Polska Energia — польська енергетична компанія зі штаб-квартирою в Катовицях. Друга в Польщі після «PGE» на ринку енергетики.
Акції компанії торгуються на Варшавській фондовій біржі з 2010 року, включаючи індекс WIG20.

## Структура
Група «Tauron» є одним з найбільших суб'єктів господарювання в Польщі та належить до найбільших енергохолдингів у Центральній та Східній Європі. Працює у всіх сферах енергетичного ринку — від видобутку вугілля до виробництва, розподілу та продажу електроенергії та тепла, обслуговування споживачів. Холдинг також реалігує паливо та супутні товари. У 2014 році «Tauron» вийшла на ринок торгівлі газом.
До групи «Tauron» входять:
- Tauron Wydobycie SA — займається видобутком, збагаченням та продажем кам'яного вугілля. До компанії входять шахти «Яніна» в Лібйонжі, «Собеський» у Явожно та «Бжеще» в однойменному місті;
- Tauron Wytwarzanie SA — займається генеруванням енергії із традиційних джерел енергії та біомаси. Включає 5 ТЕС:  Явожно, Лазиська, Лагіша, Серша та Стальова Воля;
- Tauron Ciepło sp. z o.o. — займається виробництвом електроенергії та тепла, а також надання послуг з розподілу тепла. Включає 4 вугільні ТЕЦ: Тихи, Бельсько-Бяла, Бельсько-Полноц та Катовиці;
- Tauron Ekoenergia sp. z o.o. — виробництво електроенергії з відновлюваних джерел — води та вітру. Компанія експлуатує 35 ГЕС та 9 ВЕС;
- Tauron Dystrybucja SA — займається наданням послуг з розподілу електроенергії;
- Tauron Sprzedaż sp. z o.o. — продаж електроенергії та газу фізичним та корпоративним споживачам;
- Tauron Customer Service LLC — комплексне обслуговуванням клієнтів.

Група «Tauron» володіє капіталом на суму понад 8,7 млрд злотих. На підприємствах компанії працює понад 25 000 осіб. У 2014 році доходи групи від продажу склали 18,4 млрд злотих, а EBITDA — 3,6 млрд злотих.
Компанія дебютувала на Варшавській фондовій біржі 30 червня 2010 року. Публічна частка включала 821 033 422 акції компанії (приблизно 52% статутного капіталу). Акціонерами стали понад 200 000 інвесторів.

## Власники
Статутний капітал компанії становить 8 762 746 970 злотих і поділений на 1 589 438 762 акцій на пред'явника серії АА і 163 110 632 іменних акцій серії BB номінальною вартістю 5,00 злотих.
| Акціонер          | Акції (штук) | Акції (%) | Голоси (%) |
| ----------------- | ------------ | --------- | ---------- |
| Уряд Польщі       | 526.848.384  | 30,06 %   | 30,06 %    |
| KGHM Polska Miedź | 182.110.566  | 10,39 %   | 10,39 %    |
| NN Group          | 88.742.929   | 5,06 %    | 5,06 %     |
| Free float        | 954.847.515  | 54,49 %   | 54,49 %    |